# Comuna Dobrîniv, Rohatîn
Dobrîniv (în ucraineană Добринів) este o comună în raionul Rohatîn, regiunea Ivano-Frankivsk, Ucraina, formată din satele Dobrîniv (reședința) și Korciunok.

## Demografie
Componența lingvistică a comunei Dobrîniv
     Ucraineană (99,77%)
     Alte limbi (0,23%)
Conform recensământului din 2001, majoritatea populației comunei Dobrîniv era vorbitoare de ucraineană (99,77%), existând în minoritate și vorbitori de alte limbi.